# Pfäffikon (Zurich)
Pour les articles homonymes, voir Pfäffikon.
Pfäffikon est une commune suisse du canton de Zurich.

Photo aérienne par Walter Mittelholzer (1919).